# Parafia św. Katarzyny w Dąbczu
Parafia św. Katarzyny w Dąbczu – parafia rzymskokatolicka, znajdująca się w archidiecezji poznańskiej, w dekanacie rydzyńskim. 